# Шарафутдинова, Регина Ураловна
Регина Ураловна Шарафутдинова (род. 26 декабря 1992, Уфа) — российский борец (борьба на поясах), входит в основной состав сборной России, весовая категория до 48 кг.. Мастер спорта России (с 16 марта 2012). Серебряный призер Первенства мира по борьбе на поясах в вольном стиле среди юношей и девушек (2011 год, Астрахань)
Тренер — Рустам Миннибаев.
Выпускница СОШ N 104 г. Уфы.
Проживает в Уфе.